# Lukas Pinckert
Lukas Finn Pinckert (Bad Bramstedt, 22 gennaio 2000) è un calciatore tedesco, difensore dell'Elversberg.

## Carriera
Pinckert è cresciuto nel settore giovanile dell'Amburgo ed ha giocato dal 2019 al 2021 con la squadra riserve in Regionalliga. Successivamente è passato al Viktoria Berlino dove ha trascorso una stagione da titolare in 3. Liga. Il 21 luglio 2022 è stato acquistato dall'Elversberg, con cui al termine della stagione ha centrato la promozione in 2. Bundesliga.

## Statistiche

### Presenze e reti nei club
Statistiche aggiornate al 22 dicembre 2024.
| Stagione          | Squadra           | Campionato        | Campionato | Campionato | Coppe nazionali | Coppe nazionali | Coppe nazionali | Coppe continentali | Coppe continentali | Coppe continentali | Altre coppe | Altre coppe | Altre coppe | Totale | Totale | Totale |
| Stagione          | Squadra           | Comp              | Pres       | Reti       | Comp            | Pres            | Reti            | Comp               | Pres               | Reti               | Comp        | Pres        | Reti        | Pres   | Reti   |        |
| ----------------- | ----------------- | ----------------- | ---------- | ---------- | --------------- | --------------- | --------------- | ------------------ | ------------------ | ------------------ | ----------- | ----------- | ----------- | ------ | ------ | ------ |
| 2019-2020         | Amburgo II        | RL                | 21         | 0          | -               | -               | -               | -                  | -                  | -                  | -           | -           | -           | 21     | 0      |        |
| 2020-2021         | Amburgo II        | RL                | 5          | 0          | -               | -               | -               | -                  | -                  | -                  | -           | -           | -           | 5      | 0      |        |
| Totale Amburgo II | Totale Amburgo II | Totale Amburgo II | 26         | 0          |                 | -               | -               |                    | -                  | -                  |             | -           | -           | 26     | 0      |        |
| 2021-2022         | Viktoria Berlino  | 3L                | 35         | 2          | CG              | 0               | 0               | -                  | -                  | -                  | -           | -           | -           | 35     | 2      |        |
| 2022-2023         | Elversberg        | 3L                | 26         | 1          | CG              | 1               | 0               | -                  | -                  | -                  | -           | -           | -           | 27     | 1      |        |
| 2023-2024         | Elversberg        | 2L                | 20         | 0          | CG              | 1               | 0               | -                  | -                  | -                  | -           | -           | -           | 21     | 0      |        |
| 2024-2025         | Elversberg        | 2L                | 17         | 0          | CG              | 2               | 0               | -                  | -                  | -                  | -           | -           | -           | 19     | 0      |        |
| Totale Elversberg | Totale Elversberg | Totale Elversberg | 63         | 3          |                 | 4               | 0               |                    | -                  | -                  |             | -           | -           | 67     | 3      |        |
| Totale carriera   | Totale carriera   | Totale carriera   | 124        | 3          |                 | 4               | 0               |                    | -                  | -                  |             | -           | -           | 128    | 3      |        |

## Palmarès

### Club

#### Competizioni nazionali
- 3. Liga: 1

Elversberg: 2022-2023